# Річмонд-Бридж (Тасманія)
Річмонд-Бридж або Річмондський міст (англ. Richmond Bridge) — історичний міст на південному сході острова Тасманія (Австралія), перетинає річку Кол і розташований у невеликому місті Річмонд, приблизно за 26 км на північний схід від Гобарта.
Річмондський міст вважається найстарішим з досі використовуваних мостів Австралії. 25 листопада 2005 року його включено до списку об'єктів Національної спадщини Австралії.

## Історія

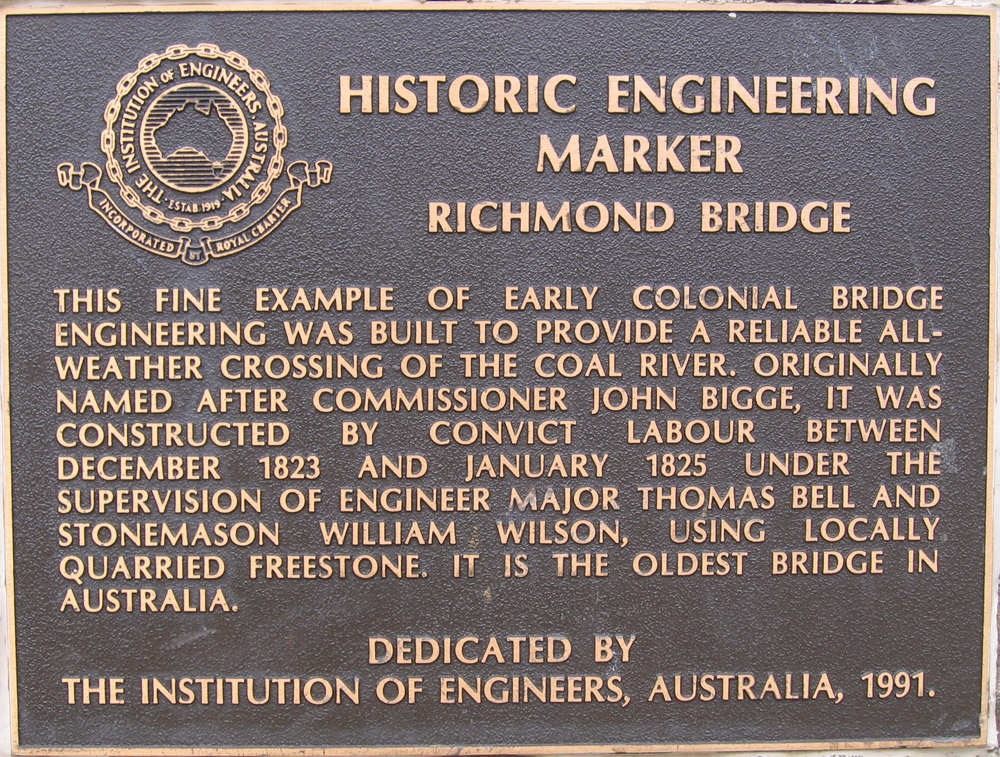
Пам'ятна табличка на Річмондському мості

1820 року королівський уповноважений Джон Томас Бігге відзначив необхідність спорудження мосту через річку Кол. Вважається, що проєкт мосту створив Томасом Белл (Thomas Bell), який також керував будівництвом.
Перший камінь в основу мосту закладено 11 грудня 1823 року. 1824 року також почалось будівництво центральної частини міста Річмонд. Будівництво моста, яке відбувалося з використанням праці ув'язнених, завершено до кінця 1824 року, і 1 січня 1825 року відкрито рух мостом.
За час існування моста на ньому трапилося кілька серйозних аварій, що призвели до часткового руйнування огорожі моста. 1977 року на мості введено обмеження швидкості до 30 км/год, а 1985 року — обмеження за масою 25 тонн.

## Див. також

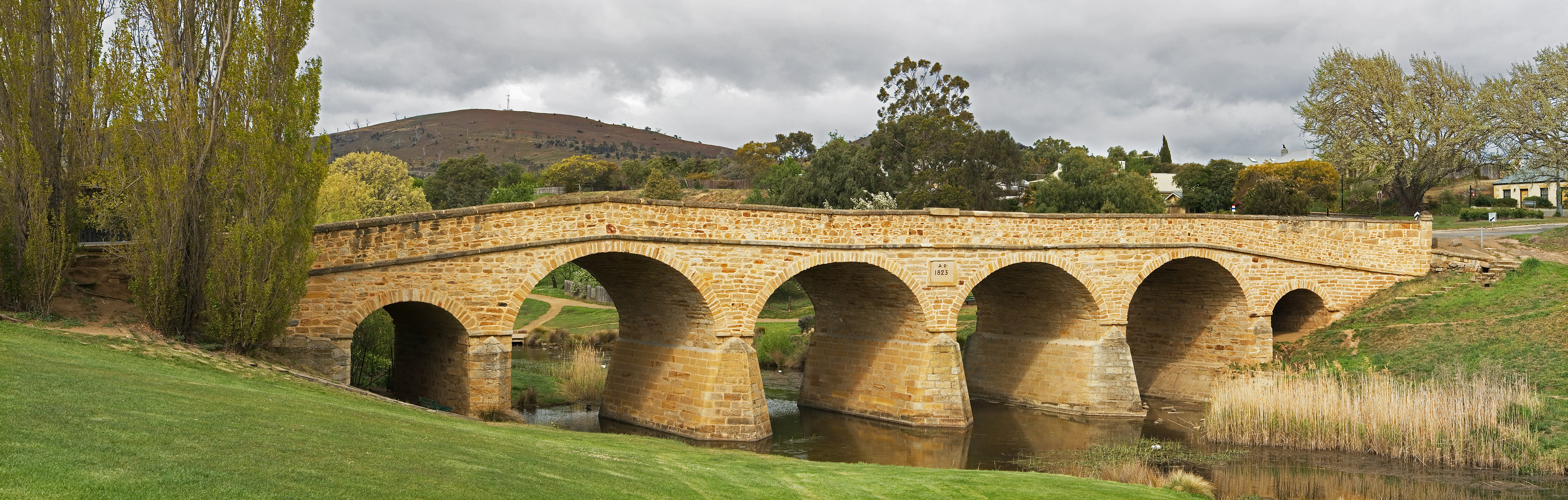
Панорама Річмондського моста